# Horatia de magistratibus
Horatia de magistratibus va ser una antiga llei romana promulgada l'any 449 aC (304 de la fundació de Roma) quan eren cònsols Marc Horaci Barbat i Luci Valeri Publícola. Establia la pena de mort per tots aquells que violessin la figura dels tribuns de la plebs, edils i jutges. Els descendents del criminal serien dedicats al culte de Ceres.